# Bitwa nad Wiarem
Bitwa nad Wiarem – starcie zbrojne, które miało miejsce nad rzeką Wiar, w pobliżu jej ujścia do Sanu niedaleko Przemyśla, wiosną 1099, pomiędzy wojskami książąt ruskich wraz z posiłkami połowieckimi a wojskami węgierskimi. Zakończyła się zwycięstwem książąt ruskich. 
Po stronie ruskiej dowodzili: Wołodar Rościsławicz, Wasylko Rościsławicz, Dawid Igorewicz, chan połowiecki Boniak, a po stronie węgierskiej król Koloman Uczony. 
Bitwa była skutkiem wojny, jaką rozpoczął sojusz księstw kijowskiego i wołyńskiego, obawiający się wzrostu potęgi Księstwa Halickiego pod rządami Rościsławiczów. po przegranej bitwie na Rożnym Polu, książę kijowski Świętopełk II Michał namówił Węgrów na atak na księstwo halickie. Był to pierwszy atak Węgrów na północ od Karpat.
Obawiając się bardziej Węgrów niż książąt halickich, książę wołyński Dawid Igorewicz przeszedł na stronę Rościsławiczów, i przyprowadził na pomoc Połowców. Połowcy zastosowali swoją tradycyjną taktykę, atakując małymi siłami, wycofując się, i prowokując wrogów do pościgu. W czasie pościgu rozproszeni Węgrzy zostali otoczeni przez siły halicko-wołyńskie i rozbici.
Świętopełk później próbował organizować innych książąt do walki przeciw Rościsławiczom, ale nie znalazł chętnych do ataku. Zabezpieczyli się oni przed atakami, zawierając sojusz z Bizancjum, walczącym przeciw Królestwu Węgier. Przypieczętowaniem sojuszu był ślub córki kniazia Wołodara Rościsławicza z cesarzem Aleksym I Komnenem.